# Edinburgh Ladies' Emancipation Society
De Edinburgh Ladies' Emancipation Society was een leidende abolitionistische organisatie in de Schotse hoofdstad Edinburgh, in de negentiende eeuw. De impact van deze vrouwenorganisatie wordt gezien als aanzienlijk.

## Geschiedenis
De Edinburgh Ladies' Emancipation Society was met de oprichting op 7 oktober 1833 een latere toevoeging aan een groep organisaties die werd gevormd in 1833. De andere organisaties die in 1833 werden opgericht waren de Edinburgh Emancipation Society, de Glasgow Emancipation Society, en de Glasgow Ladies's Emancipation Society. De Edinburgh-organisaties werden gevormd als ondersteuning van het werk van George Thompson, die een uitnodiging gekregen had om de New England Emancipation Society te bezoeken, die werd geleid door de 28-jarige William Lloyd Garrison. Dr. John Ritchie was de voorzitter en een van de drie secretarissen was Robert Kaye Greville.
De emancipatieorganisaties hadden regelmatig abolitionistische sprekers te gast, waarmee zij door Groot-Brittannië trokken en lezingen hielden. De Edinburgh Ladies' Society weigerde uiteindelijk Britse en buitenlandse sprekers van de Anti-Slavery Society. Dit was omdat de Britse en de Amerikaanse abolitionisten het oneens waren over de uitspraken van Garrison, die vond dat de Amerikaanse slaven onmiddellijk vrijgelaten moesten worden. De organisatie uit Edinburgh was, net als de organisaties uit Glasgow, Dublin, Bristol, en Clifton, een sterke aanhanger van de ideeën van Garrison, terwijl andere groeperingen liever een geleidelijk proces weg van slavernij zagen. John Wigham van de Edinburgh Emancipation Society had banden gelegd met de British and Foreign Anti-Slavery Society (BFASS), en zijn vrouw Jane Wigham en dochter Eliza Wigham sloegen een nieuwe koers in met de Ladies' Emancipation Society.
Eliza Wigham correspondeerde als secretaris van de organisatie met veel belangrijke abolitionisten. Ze was bevriend met anti-slavernijactivisten zoals Wendell Phillips, George Thompson en Frederick Douglass. Douglass was zelf een slaaf geweest en bezocht Edinburgh om samen met de leden van de Ladies Society "Send Back the Money" (Stuur het geld terug) op het gras van Salisbury Crags in Edinburgh te schrijven. Deze tekst was gericht op de Free Church of Scotland, die geld had geaccepteerd van Amerikaanse organisaties van slavenhouders.
De organisatie steunde Garrison niet langer volledig, en Eliza en Jane Wigham werd aangeraden om uit protest de organisatie te verlaten. Ze bleven echter lid. De organisatie probeerde een compromis te vinden tussen de radicale ideeën van Garrison en de meer conservatieve positie van de BFASS. De Wighams steunden het initiatief van Mary Estlin om de volgers van Garrison en de volgers van de BFASS samen te brengen.
Eliza correspondeerde ook met Levi Coffin en Thomas Garrett van de Underground Railroad. Ze stuurde Garrett geld, om slaven te helpen die via Garrett's huis naar Canada probeerden te komen.
Hoewel veel andere anti-slavernijorganisaties versplinterden bleef de organisatie in Edinburgh tot zeker 1870 bestaan. Dit zou voornamelijk te danken zijn aan Jane en Eliza Wigham.

## Nalatenschap
Vier van de vrouwen die bij de organisatie betrokken waren vormden het onderwerp van een campagne van geschiedkundigen uit Edinburgh in 2015. De groep wilde meer erkenning voor Elizabeth Pease Nichol, Priscilla Bright McLaren, Eliza Wigham en Jane Wigham, die zij de 'vergeten heldinnen van de stad' noemden.